# Distrikt Santiago de Cao
Der Distrikt Santiago de Cao liegt in der Provinz Ascope in der Region La Libertad in Nordwest-Peru. Der 126,72 km² große Distrikt hatte beim Zensus 2017 19.204 Einwohner. Im Jahr 1993 lag die Einwohnerzahl bei 19.728, im Jahr 2007 bei 19.731. Verwaltungssitz ist die 8 m hoch gelegene Kleinstadt Santiago de Cao mit 2090 Einwohnern (Stand 2017). Die größte Stadt im Distrikt ist Cartavio mit 13.219 Einwohnern (Stand 2017). Daneben gibt es noch die Kleinstadt Chiquitoy mit 2199 Einwohnern (Stand 2017). Der Distrikt liegt an der Pazifikküste südöstlich des Río Chicama. Er besitzt eine knapp 10,5 km lange Küstenlinie. Im äußersten Südosten herrscht Wüstenvegetation. Ansonsten wird bewässerte Landwirtschaft betrieben.

## Geographische Lage
Der Distrikt Santiago de Cao liegt im Südwesten der Provinz Ascope. Er grenzt im Nordwesten an den Distrikt Magdalena de Cao, im Nordosten an den Distrikt Chicama sowie im Südosten an den Distrikt Huanchaco (Provinz Trujillo).